# Editorial ACTAR
L'Editorial ACTAR és una editorial catalana, fundada l'any 1994 per Ramon Prat i amb seu a Barcelona, que està especialitzada en l'edició de llibres sobre arquitectura, disseny gràfic i art contemporani. Formà part del grup ActarBirkhäuser de l'any 2009 a l'any 2012.
L'any 2005 fou guardonada amb el Premi Nacional de Disseny, concedit per la Generalitat de Catalunya, per la seva tasca innovadora en l'edició de llibres d'arquitectura, art contemporani, fotografia i disseny. Així mateix ha estat guardonada 6 anys consecutius en els Premis Laus, concretament en la categoria de disseny gràfic, convocats pel Foment de les Arts i el Disseny (FAD) entre 1995 i l'any 2000.

## Llibres
- FOOD for thought THOUGHT for food (El Bulli i Ferran Adrià), 2009 Actar Editorial, ISBN 9788496954687

Disseny gràfic